# Wife vs. Secretary
Wife vs. Secretary is een Amerikaanse filmkomedie uit 1936 onder regie van Clarence Brown. Destijds werd de film in Nederland onder de titel Vrouw of secretaresse? uitgebracht.

## Verhaal
Van Stanhope is dikwijls lang weg van huis voor zijn baan. Hij is daardoor afhankelijk van zijn secretaresse Helen Wilson. Zijn vrouw Linda ziet daar geen been in, maar zijn moeder Mimi ruikt onraad. Wanneer Linda hoort dat Van en Helen samen op zakenreis vertrekken naar Cuba, begint ze haar man ook te wantrouwen.

## Rolverdeling
| Acteur           | Personage      |
| ---------------- | -------------- |
| Clark Gable      | Van Stanhope   |
| Jean Harlow      | Helen Wilson   |
| Myrna Loy        | Linda Stanhope |
| May Robson       | Mimi Stanhope  |
| George Barbier   | J.D. Underwood |
| James Stewart    | Dave           |
| Hobart Cavanaugh | Joe            |
| Tom Dugan        | Finney         |
| Gilbert Emery    | Simpson        |
| Marjorie Gateson | Eve Merritt    |
| Gloria Holden    | Joan Carstairs |